# TAN-67
TAN-67 (SB-205,607) je lek koji se koristi u naučnim istraživanjima. On je potentan i selektivan δ-opioidni agonist, selektivan za δ1 tip receptora. Ovaj materijal ima analgetska svojstva i indukuje oslobađanje dopamina u mozgu. On takođe štiti srčano i moždano tkivo od oštećenja tokom hipoksije putem više mehanizama među kojima je interakcija δ receptora i mitohondrijskih K(ATP) kanala.

## Spoljašnje veze
|  | Molimo Vas, obratite pažnju na važno upozorenje u vezi sa temama iz oblasti medicine (zdravlja). |